# Apple 浦东

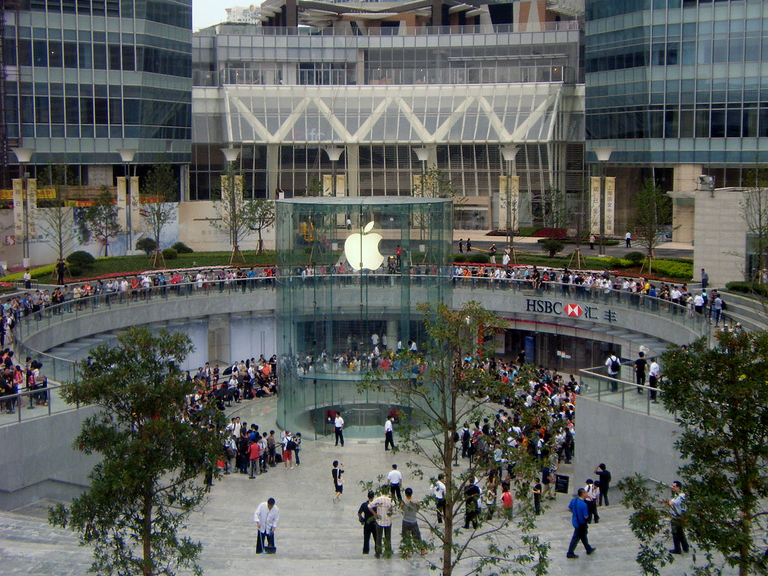
Apple 浦东开业景况

Apple 浦东原称浦东 Apple Store，是苹果公司在中国上海浦东新区开设的一家Apple Store零售店。该店于2010年7月10日正式开业，为中国大陆开业的第二家Apple Store，也是上海第一家Apple Store。Apple 浦东位于上海国金中心下沉广场中央，与陆家嘴明珠环人行天桥、东方明珠塔相呼应。店面面积达1500平方米，通过地面一个独特的圆柱型玻璃入口和玻璃旋转楼梯将顾客导向地下2层的店面。该店目前提供苹果在中国大陆发行产品的体验和购买、Today at Apple 讲座、Genius Bar 天才吧等服务。

## 历史
- 2010年7月10日，Apple位于浦东陆家嘴的直营店开始营业[3]。
- 2020年6月16日，一名男子闯入店内进行破坏，事件造成当日浦东店临时关闭[4]。